# Inowrocław
Inowrocław (en alemán: Inowrazlaw, entre 1904-20, durante la II Guerra Mundial: Hohensalza, en raras ocasiones también: Jungbreslau y Jungeslau) es una ciudad del norte de Polonia con una población de 72.561 habitantes (2019) que forma parte del Voivodato de Cuyavia y Pomerania desde 1999, Inowrocław estaba anteriormente en el Voivodato de Bydgoszcz (1975-1998). Inowrocław es una ciudad industrial situada a unos 40 km al sureste de la ciudad de Bydgoszcz, conocida por sus baños de agua salada y por la mina de sales. La ciudad es la quinta más grande de su voivodato, y es un nudo ferroviario importante, donde la línea oeste-este (Poznań - Toruń) cruza con la línea del Carbón de Chorzów - Gdynia. 